# Mare di fuoco
Mare di fuoco è un romanzo fantasy scritto da Margaret Weis e Tracy Hickman pubblicato nel 1991. È il terzo capitolo del ciclo di Death Gate.

## Trama
Abarrach, il Mondo di Pietra è esattamente quello che dice il suo nome: lava, pietra, esalazioni velenose e poco prezioso cibo coltivabile. La popolazione di Abarrach si affida a grandi pilastri di pietra chiamati colossi incisi con delle rune che forniscono il calore e l'atmosfera respirabile, ma da molti anni i colossi stanno lentamente smettendo di funzionare. I mensch sono tutti morti e l'unica popolazione sopravvissuta (composta solo da Sartan) è gravemente indebolita; la maggior parte della magia è consumata semplicemente per la sopravvivenza. Per aumentare di numero, essi si sono affidati all'arte proibita della necromanzia, la resurrezione dei morti. Questi cadaveri rianimati, anche se non molto intelligenti, sono comunque meglio di niente.
Haplo viene inviato su questo mondo e scopre, con suo grande allarme, che Alfred è riuscito in qualche modo ad entrare segretamente nel Nexus con la sua nave. Prima che possa fare qualcosa, comunque, il suo vascello passa attraverso la Porta della Morte e le loro coscienze si scambiano; i due sono costretti a rivivere i ricordi reciproci più dolorosi: Haplo, a sette anni, vide i corpi dei suoi genitori massacrati e gli venne inculcato che tutta la colpa fosse dei Sartan; Alfred si svegliò per scoprire che era l'unico Sartan sopravvissuto su Arianus, forse l'unico in tutti i mondi. Essi sono costretti a mettersi l'uno nei panni dell'altro e non potranno più guardarsi con gli occhi di prima, pieni di odio quelli di Haplo e di paura quelli di Alfred.
Su Abarrach Alfred all'inizio è felicissimo di incontrare altri Sartan, anche se corrotti, ma è sconvolto dallo stato delle cose; il linguaggio runico dei Sartan, altamente evocativo, quando viene pronunciato dagli abitanti di Abarrach è appesantito da immagini di morte. Ancor più orrore gli causa la pratica della necromanzia. Si dice che quando qualcuno viene resuscitato indebitamente, qualcun altro muore indebitamente e (sebbene nella storia non venga mai affermato esplicitamente) viene lasciato intendere che la necromanzia di Abarrach possa essere la causa della maggior parte delle morti dei Sartan durante il loro sonno. Ma il fatto più tremendo è che i Sartan guardano Alfred con odio dato che lui ha delle abilità magiche di cui loro hanno da lungo tempo dimenticato l'esistenza e che ora vogliono riottenere, dato che persino le più semplici magie di Alfred sono per loro irraggiungibili.
Haplo e Alfred fanno conoscenza del Principe Edmund che sta conducendo una sgangherata banda di gente verso i pascoli più verdi attorno alla capitale di Abarrach, Necropolis e del suo capo negromante, Balthazar.
Nel regno di Kairn Necros incontrano altre figure minori di nobili e negromanti, Jonathan e Jera, sposi da poco e palesemente innamorati l'uno dell'altra. Haplo ed Edmund incontrano il Dinasta, Kleitus XIV, che non è un tipo piacevole; condanna a morte Edmund senza pensarci due volte e imprigiona Haplo quando risulta chiaro che anch'egli conosce il segreto della magia delle rune. Kleitus avvelena Haplo in modo che il cadavere rimanga integro in modo da poter studiare le rune tatuate su di esso. Alfred, Jonathan e Jera riescono a liberare Haplo, ma Jera rimane uccisa e Jonathan la resuscita immediatamente senza attendere i tradizionali tre giorni per lasciare che la sua anima abbia definitivamente lasciato il corpo. Jera diventa perciò un Lazzaro, un morto resuscitato che ha mantenuto parte della sua personalità e intelligenza, dato che la sua anima è rimasta così fortemente legata al corpo e la sua vita è diventata un infinito tormento a cavallo tra vita e morte.
Haplo, Alfred e Jonathan fuggono da Kleithus ed i suoi soldati con i morti Edmund e Jera e finiscono in una strana camera, fortemente sorvegliata, piena di scheletri e resti di persone che all'apparenza si sono uccise tra loro o persino suicidate. La camera ha sette porte sigillate equamente distribuite lungo il suo perimetro ed un tavolo di legno bianco nel mezzo ed è chiamata la Camera dei Dannati. Un tempo dei ribelli si riunirono lì e furono vittima di un'imboscata da parte di un antenato di Kleitus, ma sia lui che le sue forze rimasero vittime sul posto di una mano invisibile. La camera è completamente silenziosa e sembra resistere ad ogni attacco. Alfred (ed anche Haplo, sebbene non lo ammetta) percepisce la presenza di un Potere Superiore. Mentre Alfred e Haplo contemplano la scena, Jera chiama a raccolta i soldati morti che Kleitus porta con sé. Kleitus quindi giunge alla camera, solo per essere ucciso e rianimato come lazzaro da Jera. Lei inizia a rianimare molti nuovi lazzari fino a massacrare la quasi totalità della popolazione della città. I vivi (ed Edmund) sono costretti di nuovo a fuggire, cercando di raggiungere la nave di Haplo per lasciare Abarrach ed inoltre impedire ai morti di usare le rune per invadere gli altri mondi e sterminare tutti viventi.
Jonathan si sacrifica per facilitare la fuga degli altri, viene ucciso e trasformato in un lazzaro proprio dalla moglie; il Principe Edmund, d'altra parte, riesce a dimostrare come un lazzaro può, rinunciando al proprio odio, trovare la vera morte. Balthazar riunisce i sopravvissuti ai margini della città per l'ultima resistenza, sebbene il nuovo esercito di lazzari renderà loro la vita difficile. Haplo ed Alfred fuggono con la nave di Haplo, ma quest'ultimo, guidato da uno strano impulso, dà ad Alfred la possibilità di saltare giù prima che raggiunga il Nexus ed il suo signore.

## Edizioni
- Margaret Weis e Tracy Hickman, Mare di fuoco, traduzione di Pietro Ferrari, collana Interno giallo - Iperfiction, Arnoldo Mondadori Editore, 1992,  p. 329, ISBN 88-356-0159-2.